# Кёр, Жак
Жак Кёр (фр. Jacques Cœur, французское произношение: [kœʁ]; ок. 1395, Бурж, Королевство Франция — 25 ноября 1456, Хиос, Генуэзская республика) — французский промышленник и государственный деятель, советник короля Карла VII. Во французской историографии со времён работ Жюля Мишле рассматривается как зачинатель французского капитализма.

## Биография
Сын буржского торговца мехами. Благодаря обширной торговле в Леванте, Кёр зарекомендовал себя, как человек, талантливый в плане создания и стремительного расширения собственного богатства. Королю Карлу, только недавно переставшему носить сомнительный титул «буржского короля» и признанному послевоенным Парижем полноценным главой государства, как раз очень нужен был человек широких финансовых способностей. Таким человеком для Карла VII и стал Кёр.
Среди прочего, историки утверждают, что именно он предоставил королю возможность нанять четыре военных отряда для завоевания Нормандии (тем самым, фактически, впервые в истории была основана не наёмная, а регулярная армия, при этом каждым отрядом командовал свой капитан), привел в порядок городское управление в только что заново подчинённых французской короне бывших английских владениях.
Ему приписывается устройство биржи и водопровода в городе Монпелье, ставшем с того момента (и до последующего возвышения Марселя) крупнейшим коммерческим центром на юге Французского королевства. В 1440 году король пожаловал ему дворянство и отправил посланником в Геную и Рим, в 1450 году поручил ему заведование финансами (в том числе, королевским монетным двором) и сбором налогов, назначив Кёра королевским казначеем.
Ещё до вступления в государственную службу будучи весьма обеспеченным (поскольку именно такой человек необходим был Карлу VII на месте государственного казначея), Кёр ещё больше разбогател и скоро стал кредитором влиятельнейших лиц в королевстве. Должники постарались избавиться от него при первой возможности. Кёр был обвинен в порче государственной монеты, то есть неофициальном уменьшении её стоимости путём разбавления массы благородного металла (что, в принципе, невозможно было осуществлять без ведома короля — именно последнему, персонифицировавшему в себе государство, была выгодна подобная практика экономии), в отравлении королевской фаворитки Агнессы Сорель, в государственной измене. Его арестовали, под пытками он признал свою вину и в мае 1453 года был приговорён к смертной казни, заменённой тюремным заключением, его имущество конфисковали. Но в 1454 году он бежал из тюрьмы и в следующем году поселился в Риме.
Папа Каликст III вверил изгнаннику команду над частью флота против турок. Умер он, по-видимому, на Хиосе. Дети Кёра, по убедительной просьбе умирающего отца, обращенной к Карлу VII, получили обратно часть своего состояния.

## В литературе
- Последние годы жизни Жака Кёра описаны в историко-приключенческом романе Томаса Костейна «Королевский казначей».
- Жак Кёр упоминается в поэме Франсуа Вийона «Большое Завещание».
- Именно Жак Кёр был прототипом «господина Жака», первого гостя Великого бала у сатаны в романе Михаила Булгакова «Мастер и Маргарита».
- Описан как один из героев в историко-приключенческом романе Жульетты Бенцони «Прекрасная Катрин».
- Исторический роман французского писателя Жан-Кристофа Руфена  «Большое Сердце».

.